# Lista de cidades do Texas

Localização do Texas nos Estados Unidos.

O Texas é um estado localizado na região sul dos Estados Unidos. No Texas existem 961 cidades. De acordo com o Censo americano de 2010, o Texas com sua população de 25.145.561 habitantes é o 2º estado mais populoso do país, e o 2º maior estado por extensão territorial, além de ser o maior entre os 48 estados contíguos continentais, com uma área que abrange cerca de 695.661,56 km².
Abaixo está uma lista das principais cidades do estado americano do Texas.

## A
- Abbott
- Abernathy
- Abilene
- Ackerly
- Addison
- Adrian
- Alamo Heights
- Alba
- Albany
- Aledo
- Alice
- Allen
- Alma
- Alpine
- Alto
- Alton
- Alvarado
- Alvin
- Alvord
- Amarillo
- Ames
- Amherst
- Anahuac
- Anderson
- Andrews
- Angleton
- Angus
- Anna
- Annetta
- Annetta North
- Annetta South
- Annona
- Anson
- Anthony
- Anton
- Appleby
- Aquilla
- Aransas Pass
- Archer City
- Arcola
- Argyle
- Arlington
- Arp
- Asherton
- Aspermont
- Athens
- Atlanta
- Atreco
- Aubrey
- Aurora
- Austin
- Austwell
- Avery
- Avinger
- Azle

## B
- Baileys
- Baird
- Balch Springs
- Balcones Heights
- Ballinger
- Balmorhea
- Bandera
- Bangs
- Barbours Cut
- Bardwell
- Barrett
- Barry
- Barstow
- Bartlett
- Bartonville
- Bastrop
- Bay City
- Bayou Vista
- Bayport
- Bayside
- Baytown
- Bayview
- Beach City
- Beasley
- Beaumont
- Bedford
- Bee Cave
- Beeville
- Bellaire
- Bellevue
- Bellmead
- Bells
- Bellville
- Belton
- Benavides
- Benbrook
- Benjamin
- Berryville
- Bertram
- Beverly Hills
- Bevil Oaks
- Big Lake
- Big Sandy
- Big Spring
- Big Wells
- Bishop
- Bishop Hills
- Blackwell
- Blanco
- Blanket
- Bloomburg
- Blooming Grove
- Bloomington
- Blossom
- Blue Mound
- Blue Ridge
- Blum
- Bobger
- Boerne
- Bogata
- Bon Wier
- Bonger
- Bonham
- Booker
- Borger
- Bovina
- Bowie
- Boyd
- Brackettville
- Brady
- Brazoria
- Breckenridge
- Bremond
- Brenham
- Briaroaks
- Bridge City
- Bridgeport
- Broaddus
- Bronte
- Brookshire
- Brookside Village
- Browndell
- Brownfield
- Brownsboro
- Brownsville
- Brownwood
- Bruceville-Eddy
- Bryan
- Bryson
- Buckholts
- Buda
- Buffalo
- Buffalo Gap
- Bullard
- Bulverde
- Bunker Hill Village
- Burkburnett
- Burke
- Burleson
- Burnet
- Burton
- Byers
- Bynum

## C
- Cactus
- Caddo Mills
- Caldwell
- Callisburg
- Calvert
- Cameron
- Camp Wood
- Campbell
- Canadian
- Caney City
- Canton
- Canyon
- Carl's Corner
- Carmine
- Carrizo Springs
- Carrollton
- Carthage
- Castle Hills
- Castroville
- Cedar Bayou
- Cedar Hill
- Cedar Park
- Celeste
- Celina
- Center
- Center Point
- Centerville
- Chandler
- Channelview
- Channing
- Charleston
- Charlotte
- Chester
- Chico
- Childress
- Chillicothe
- China
- China Grove
- Chireno
- Chocolate Bayou
- Christine
- Christoval
- Cibolo
- Cirarlake
- Cisco
- Clarendon
- Clarksville
- Clarksville City
- Claude
- Clear Lake Shores
- Cleburne
- Cleveland
- Clifton
- Clint
- Clute
- Clyde
- Coahoma
- Cockrell Hill
- Coffee City
- Coldspring
- Coleman
- College Station
- Colleyville
- Collinsville
- Colmesneil
- Colorado City
- Columbus
- Comanche
- Combes
- Combine
- Comfort
- Commerce
- Como
- Comyn
- Conroe
- Converse
- cool
- Coolidge
- Cooper
- Coppell
- Copper Canyon
- Copperas Cove
- Corinth
- Corpus Christi
- Corral City
- Corrigan
- Corsicana
- Cottonwood
- Cottonwood Shores
- Cotulla
- Cove
- Covington
- Crandall
- Crane
- Cranfills Gap
- Crawford
- Creedmoor
- Crockett
- Crosby
- Crosbyton
- Cross Plains
- Cross Roads
- Cross Timber
- Crowell
- Crowley
- Crystal City
- Cuero
- Cumby
- Cuney
- Cushing
- Cut and Shoot
- Cypress

## D
- Daingerfield
- Daisetta
- Dalhart
- Dallas
- Danbury
- Darrouzett
- Dawson
- Dayton
- Dayton Lakes
- De Kalb
- De Leon
- DeSoto
- Dean
- Decatur
- Deer Park
- Defense
- Del Rio
- Dell City
- Denison
- Denton
- Denver City
- Deport
- Detroit
- Devers
- Devine
- Diboll
- Dickens
- Dickinson
- Dilley
- Dimmitt
- Dodd City
- Dodson
- Domino
- Donna
- Dorchester
- Double Oak
- Douglassville
- Dripping Springs
- Driscoll
- Dublin
- Dumas
- Duncanville

## E
- Eagle Lake
- Eagle Pass
- Early
- Earth
- East Mountain
- East Tawakoni
- Eastland
- Easton
- Ector
- Edcouch
- Eden
- Edgecliff Village
- Edgewood
- Edinburg
- Edmonson
- Edna
- Edom
- El Campo
- El Cenizo
- El Lago
- El Paso
- Eldon
- Eldorado
- Electra
- Elgin
- Elkhart
- Elmendorf
- Elsa
- Emhouse
- Emory
- Enchanted Oaks
- Encinal
- Ennis
- Estelline
- Euless
- Eureka
- Eustace
- Evadale
- Evant
- Everman

## F
- Fabens
- Fair Oaks Ranch
- Fairfield
- Fairview
- Falfurrias
- Falls City
- Farmers Branch
- Farmersville
- Farwell
- Fate
- Fayetteville
- Ferris
- Flatonia
- Florence
- Floresville
- Flower Mound
- Floydada
- Follett
- Forest Hill
- Forney
- Forsan
- Fort Davis
- Fort Stockton
- Fort Worth
- Franklin
- Frankston
- Fredericksburg
- Freeport
- Freer
- Friendswood
- Friona
- Frisco
- Fritch
- Frost
- Fulshear
- Fulton

## G
- Gainesville
- Galena Park
- Gallatin
- Galveston
- Ganado
- Garden Ridge
- Garland
- Garrett
- Garrison
- Gary City
- Gatesville
- George West
- Georgetown
- Gholson
- Giddings
- Gilmer
- Gladewater
- Glen Rose
- Glenn Heights
- Godley
- Goldsmith
- Goldthwaite
- Goliad
- Golinda
- Gonzales
- Goodlow
- Goodrich
- Gordon
- Goree
- Gorman
- Graford
- Graham
- Granbury
- Grand Prairie
- Grand Saline
- Grandfalls
- Grandview
- Granger
- Granite Shoals
- Granjeno
- Grapeland
- Grapevine
- Greenview Hills
- Greenville
- Gregory
- Grey Forest
- Griffin
- Groesbeck
- Groom
- Groves
- Groveton
- Gruver
- Gun Barrel City
- Gunter
- Gustine

## H
- Hackberry
- Hale Center
- Hallettsville
- Hallsburg
- Texas
- Haltom City
- Hamilton
- Hamlin
- Happy
- Hardin
- Harker Heights
- Harlingen
- Hart
- Haskell
- Haslet
- Hawk Cove
- Hawkins
- Hawley
- Hays
- Hearne
- Heath
- Hebron
- Hedley
- Hedwig Village
- Helotes
- Hemphill
- Hempstead
- Henderson
- Henrietta
- Hereford
- Hewitt
- Hickory Creek
- Hico
- Hidalgo
- Higgins
- Highland Haven
- Highland Park
- Highland Village
- Hill Country Village
- Hillsboro
- Hilshire Village
- Hitchcok
- Holiday Lakes
- Holland
- Holliday
- Hollywood Park
- Hondo
- Honey Grove
- Hooks
- Horizon City
- Houston
- Howardwick
- Howe
- Hubbard
- Hudson
- Hudson Oaks
- Hughes Springs
- Humble
- Hunters Creek Village
- Humbolt
- Huntington
- Huntsville
- Hurst
- Hutchins
- Hutto
- Huxley

## I
- Idalou
- Impact
- Indian Lake
- Industry
- Ingleside
- Ingleside on the Bay
- Ingram
- Iowa Park
- Iraan
- Iredell
- Irving
- Italy
- Itasca

## J
- Jacinto City
- Jacksboro
- Jacksonville
- Jamaica Beach
- Jasper
- Jayton
- Jefferson
- Jersey Village
- Jewett
- Joaquin
- Johnson
- Johnson City
- Jolly
- Jonestown
- Josephine
- Joshua
- Junction
- Justin

## K
- Karnes City
- Katy
- Katy
- Kaufman
- Kearne
- Keenan
- Keller
- Kemah
- Kemp
- Kempner
- Kendleton
- Kenedy
- Kenedy
- Kenefick
- Kennard
- Kennedale
- Kerens
- Kermit
- Kerrville
- Kilgore
- Killeen
- Kingsville
- Kingswood
- Kinwood
- Kirby
- Kirbyville
- Kirvin
- Knox City
- Kosse
- Kountze
- Kress
- Krugerville
- Krum
- Kyle

## L
- La Feria
- La Grange
- La Grulla
- La Marque
- La Porte
- La Vernia
- La Villa
- La Ward
- LaCoste
- Lacy-Lakeview
- Ladonia
- Lago Vista
- Laguna Vista
- Lake Bridgeport
- Lake Brownwood
- Lake Dallas
- Lake Jackson
- Lakeside City
- Lakeway
- Lakewood Village
- Lamesa
- Lampasas
- Lancaster
- Laredo
- Latexo
- Lavaca
- Lavon
- Lawn
- League City
- Leakey
- Leander
- Lefors
- Leon Valley
- Leonard
- Leroy
- Levelland
- Levelland
- Lewisville
- Liberty
- Liberty Hill
- Lindale
- Lipan
- Little Elm
- Little River-Academy
- Littlefield
- Livingston
- Lockhart
- Lockney
- Log Cabin
- Lometa
- Lone Star
- Lorenzo
- Los Fresnos
- Los Indios
- Los Ybanez
- Louise
- Lovelady
- Lowry Crossing
- Lubbock
- Lucas
- Lueders
- Lufkin
- Lumberton
- Lyford
- Lytle

## M
- Manor
- Mansfield
- Manvel
- Marble Falls
- Marfa
- Marlin
- Marshall
- Matagorda Island
- Mathis
- McAllen
- McKinney
- Medina
- Memphis
- Menard
- Mercedes
- Merkel
- Mesquite
- Mexia
- Midland
- Midlothian
- Miles
- Milford
- Mineola
- Mineral Wells
- Mission
- Mission-McAllen apt
- Missouri City
- Monahans
- Mont Belvieu
- Monte Alto
- Moody
- Morgans Point
- Moulton
- Mount Pleasant
- Mount Vernon
- Muenster
- Muleshoe
- Murchison
- Murphy

## N
- Nacogdoches
- Nassau Bay
- Nederland
- Needville
- Nesbitt
- New Boston
- New Braunfels
- New Deal
- New Waverly
- Newton
- Nocona
- Norsworthy
- North Cleveland
- North Richland Hills

## O
- Oak Cliff
- Oak Leaf
- Oak Point
- Oakwood
- Oatmeal
- Odessa
- Old River-Winfree
- Olfen
- Omaha
- Olmito
- Olton
- Onalaska
- Olney
- Orange
- Orangefield
- Ore City
- Orient
- Overton
- Owentown
- Ozona

## P
- Paducah
- Paint Rock
- Palacios
- Palestine
- Pampa
- Paris
- Parker
- Pasadena
- Pearland
- Pecos City
- Pecos
- Perryton
- Pflugerville
- Pharr
- Pittsburg
- Plainview
- Plano
- Plum Grove
- Point Comfort
- Ponder
- Port Aransas
- Port Arthur
- Port Bolivar
- Port Isabel
- Port Lavaca
- Port Neches
- Portland
- Post
- Prairie
- Presidio
- Progresso
- Prosper

## Q
- Quanah
- Quitaque

## R
- Ralls
- Ranger
- Ravenna
- Raymondville
- Red Oak
- Red River Ad
- Refugio
- Richardson
- Richland
- Richland Hills
- Richmond
- Riesel
- Rio Grande City
- Rising Star
- River Oaks
- Roanoke
- Robinson
- Rochester
- Rockdale
- Rockport
- Rockwall
- Roma
- Ropesville
- Rosenberg
- Rotan
- Round Rock
- Round Top
- Rowlett
- Royse City
- Rule
- Rusk

## S
- Sabine
- Sachse
- Saginaw
- Salado
- San Angelo
- San Antonio
- San Benito
- San Marcos
- San Saba
- Sanderson
- Santa Anna
- Savoy
- Schertz
- Scottsville
- Seabrook
- Seadrift
- Seagoville
- Seagraves
- Sealy
- Sebastian
- Seguin
- Selma
- Seminole
- Seymour
- Shamrock
- Shavano Park
- Sheldon
- Sherman
- Sherman-Denison
- Shiner
- Shoreacres
- Silsbee
- Slaton
- Smithville
- Snyder
- Somerset
- Somerville
- Sonora
- Sour Lake
- South Padre Island
- Southlake
- Spearman
- Spikewook
- Spring Valley
- Spring
- Springtown
- Spur
- Stafford
- Stamford
- Stanton
- Stephenville
- Stowell
- Sudan
- Sugar Land
- Sulphur Springs
- Sunnyvale
- Sweetwater

## T
- Tahoka
- Taylor
- Teague
- Temple
- Terrell
- Texarkana
- Texas City
- The Colony
- Timpson
- Tioga
- Tolar
- Tom Bean
- Tomball
- Town East
- Trophy Club
- Troup
- Tulia
- Turkey
- Tyler

## U
- Uncertain
- Universal City
- University Park
- Utopia
- Uvalde

## V
- Van Alstyne
- Van Horn
- Vega
- Venus
- Vernon
- Vickery
- Victoria
- Victory
- Vidor

## W
- Waco
- Wadsworth
- Waller
- Wallisville
- Waskom
- Watauga
- Waverly
- Waxahachie
- Weatherford
- Webster
- Weimar
- Wellman
- Weslaco
- West Columbia
- West Lake Hills
- West Orange
- West University Place
- Westphalia
- Wharton
- White Oak
- White Settlement
- Whitehouse
- Wichita Falls
- Willis
- Willow Park
- Wimberley
- Winfield
- Wink
- Winnie
- Winters
- Wolfe City
- Woodland
- Woodway
- Wortham
- Wylie

## Y
- Yoakum